# Heinrich Lippert
Heinrich Lorenz Wilhelm Lippert (* 16. Juni 1882 in Magdeburg; † 16. Juni 1943 in Berlin-Schmargendorf) war ein deutscher Ministerialbeamter und Verbandsfunktionär.

## Leben
Heinrich Lippert erlangte 1900 das Abitur am Gymnasium Kloster Unser Lieben Frauen in Magdeburg und studierte anschließend an den Universitäten Freiburg, Berlin und Halle Rechtswissenschaften. 1901 wurde er Mitglied des Corps Rhenania Freiburg. Nach dem Referendarexamen 1905 und der Promotion zum Dr. jur. legte er 1909 das Gerichtsassessorexamen ab. Daran anschließend unternahm er eine Studienreise nach Indien, Ostasien und Nordamerika. Von 1914 bis 1916 war er zweiter Staatskommissar bei der Berliner Börse. In den Jahren von 1916 bis 1918 nahm er am Ersten Weltkrieg teil. 1917 wurde er zum Regierungsrat und 1919 zum Vortragenden Rat im Reichsfinanzministerium ernannt. 1921 erfolgte seine Ernennung zum Staatskommissar bei der Berliner Börse und gleichzeitig Ministerialrat im Preußischen Ministerium für Handel und Gewerbe. Von 1925 bis 1928 war er stellvertretender Bevollmächtigter Preußens zum Reichsrat. 1928 wurde Lippert geschäftsführendes Präsidialmitglied des Reichsverbandes der Privatversicherung in Berlin, den er bis zu seinem Ausscheiden im Oktober 1937 nachhaltig prägte. Er war Mitglied des Vorläufigen Reichswirtschaftsrates sowie Aufsichtsratsmitglied der Niederschlesischen Bergbau AG.

## Auszeichnungen
- Eisernes Kreuz II. Klasse
- Schlesischer Adler 2. Klasse
- Ernennung zum Geheimen Regierungsrat, 1919

## Schriften
- Die alternative Ermächtigung des Gläubigers im deutschen bürgerlichen Rechte, 1906
- Handausgabe zur Börsengesetzgebung, 1929
- Die Devisenvorschriften für das Versicherungsgewerbe, 1932 (zusammen mit Erdmann Gambke)
- Die neuen Devisenvorschriften, unter besonderer Berücksichtigung der Bestimmungen für das Versicherungsgewerbe, 1935 (zusammen mit Wilhelm Rentrop und Erdmann Gambke)
- Deutsche Versicherungswirtschaft: Ein Schulungs- u. Nachschlagewerk in Unterrichtsbriefen (zusammen mit Rudolf Lencer und Paul Riebesell)